# Minnesota Vikings 1968
La stagione NFL 1968 fu l'8ª per i Minnesota Vikings nella Lega.

## Scelte nel Draft 1968
| Draft NFL 1968   |                  |                  |                                        |                                        |                                        |                                        |
| Ordine del Draft | Ordine del Draft | Ordine del Draft | Giocatore                              | Ruolo                                  | College                                | Note                                   |
| Giro             | Scelta           | Generale         | Giocatore                              | Ruolo                                  | College                                | Note                                   |
| 1                | 1                | 1                | Ron Yary                               | Offensive tackle                       | USC                                    | dai Giants[a]                          |
| 1                | 7                | 7                | Scambiata con i New Orleans Saints[b]  | Scambiata con i New Orleans Saints[b]  | Scambiata con i New Orleans Saints[b]  | Scambiata con i New Orleans Saints[b]  |
| 2                | 6                | 33               | Charlie West                           | Defensive back                         | Texas-El Paso                          |                                        |
| 3                | 6                | 61               | Scambiata con i Pittsburgh Steelers[c] | Scambiata con i Pittsburgh Steelers[c] | Scambiata con i Pittsburgh Steelers[c] | Scambiata con i Pittsburgh Steelers[c] |
| 3                | 21               | 76               | Mike McGill                            | Linebacker                             | Notre Dame                             | dai Cowboys[d]                         |
| 4                | 6                | 89               | Mike Freeman                           | Defensive back                         | Fresno State                           |                                        |
| 5                | 6                | 117              | Scambiata con i Washington Redskins[e] | Scambiata con i Washington Redskins[e] | Scambiata con i Washington Redskins[e] | Scambiata con i Washington Redskins[e] |
| 6                | 6                | 144              | Bob Goodridge                          | Wide receiver                          | Vanderbilt                             |                                        |
| 7                | 2                | 167              | Oscar Reed                             | Wide receiver                          | Colorado State                         | dai Falcons[f]                         |
| 7                | 6                | 171              | Lenny Snow                             | Running back                           | Georgia Tech                           |                                        |
| 8                | 6                | 198              | Hank Urbanowicz                        | Defensive tackle                       | Miami                                  |                                        |
| 9                | 6                | 225              | Mike Donohue                           | Tight end                              | San Francisco                          |                                        |
| 10               | 6                | 250              | Tom Sakal                              | Defensive back                         | Minnesota                              |                                        |
| 11               | 6                | 279              | Bill Haas                              | Wide receiver                          | Nebraska-Omaha                         |                                        |
| 12               | 6                | 308              | Howie Small                            | Centro                                 | Rhode Island                           |                                        |
| 13               | 6                | 333              | Dick Wherry                            | Wide receiver                          | Northern State                         |                                        |
| 14               | 6                | 360              | Don Evans                              | Offensive tackle                       | Arkansas-Pine Bluff                    |                                        |
| 15               | 6                | 387              | Jim Haynie                             | Quarterback                            | West Chester                           |                                        |
| 16               | 6                | 414              | Lary Kuharich                          | Defensive back                         | Boston College                         |                                        |
| 17               | 6                | 441              | Bob Lee                                | Quarterback                            | Pacific                                |                                        |
| 17               | 10               | 445              | Bill Hull                              | Guardia                                | Tennessee Tech                         | dai Lions[g]                           |

Note:
- [a] I Giants scambiarono la loro scelta nel 1º giro (1ª assoluta), le loro scelte nel 1º giro (2ª assoluta) e 2º giro (28ª assoluta) al Draft NFL 1967 e la loro scelta nel 2º giro (39ª assoluta) al Draft NFL 1969 con i Vikings in cambio del QB Fran Tarkenton.
- [b] I Vikings scambiarono la loro scelta nel 1º giro (7ª assoluta) e la loro scelta nel 1º giro (17ª assoluta) al Draft NFL 1969 con i Saints in cambio del QB Gary Cuozzo.
- [c] I Vikings scambiarono la loro scelta nel 3º giro (61ª assoluta) con gli Steelers in cambio del CB Brady Keys.
- [d] I Cowboys scambiarono la loro scelta nel 3º giro (76ª assoluta) con i Vikings in cambio del WR Lance Rentzel.
- [e] I Vikings scambiarono la loro scelta nel 5º giro (117ª assoluta) con i Redskins in cambio dell'OL Bob Breitenstein.
- [f] I Falcons scambiarono la loro scelta nel 7º giro (167ª assoluta) con i Vikings in cambio del QB Ron Vander Kelen.
- [g] I Lions scambiarono la loro scelta nel 17º giro (445ª assoluta) con i Vikings in cambio della scelta nel 16º giro (407ª assoluta) dei Vikings al Draft NFL 1969.

## Partite

### Stagione regolare
| Calendario |              |                       |           |                          |            |        |
| Settimana  | Data         | Avversario            | Risultato | Stadio                   | Spettatori | Record |
| 1          | 14 settembre | Atlanta Falcons       | V 47-7    | Metropolitan Stadium     | 45.563     | 1-0    |
| 2          | 22 settembre | @ Green Bay Packers   | V 26-13   | Milwaukee County Stadium | 49.346     | 2-0    |
| 3          | 29 settembre | Chicago Bears         | P 27-17   | Metropolitan Stadium     | 47.644     | 2-1    |
| 4          | 6 ottobre    | Detroit Lions         | V 24-10   | Metropolitan Stadium     | 44.289     | 3-1    |
| 5          | 13 ottobre   | @ New Orleans Saints  | P 20-17   | Tulane Stadium           | 71.105     | 3-2    |
| 6          | 20 ottobre   | Dallas Cowboys        | P 20-7    | Metropolitan Stadium     | 47.644     | 3-3    |
| 7          | 27 ottobre   | @ Chicago Bears       | P 26-24   | Wrigley Field            | 46.562     | 3-4    |
| 8          | 3 novembre   | Washington Redskins   | V 27-14   | Metropolitan Stadium     | 47.644     | 4-4    |
| 9          | 10 novembre  | Green Bay Packers     | V 14-10   | Metropolitan Stadium     | 47.644     | 5-4    |
| 10         | 17 novembre  | @ Detroit Lions       | V 13-6    | Tiger Stadium            | 48.654     | 6-4    |
| 11         | 24 novembre  | @ Baltimore Colts     | P 21-9    | Memorial Stadium         | 60.238     | 6-5    |
| 12         | 1º dicembre  | Los Angeles Rams      | P 31-3    | Metropolitan Stadium     | 47.644     | 6-6    |
| 13         | 8 dicembre   | @ San Francisco 49ers | V 30-20   | Kezar Stadium            | 29.049     | 7-6    |
| 14         | 15 dicembre  | @ Philadelphia Eagles | V 24-17   | Franklin Field           | 54.530     | 8-6    |

| Classifica finale della NFL Central Division 1968                                                                        | Classifica finale della NFL Central Division 1968 | Classifica finale della NFL Central Division 1968 | Classifica finale della NFL Central Division 1968 | Classifica finale della NFL Central Division 1968 | Classifica finale della NFL Central Division 1968 | Classifica finale della NFL Central Division 1968 | Classifica finale della NFL Central Division 1968 |
| | V                                                 | P                                                 | N                                                 | PCT                                               | PR                                                | PS                                                | STK                                               |
| --- | ------------------------------------------------- | ------------------------------------------------- | ------------------------------------------------- | ------------------------------------------------- | ------------------------------------------------- | ------------------------------------------------- | ------------------------------------------------- |
| Minnesota Vikings | 8                                                 | 6                                                 | 0                                                 | .571                                              | 282                                               | 242                                               | V-2                                               |
| Chicago Bears | 7                                                 | 7                                                 | 0                                                 | .500                                              | 250                                               | 333                                               | P-1                                               |
| Green Bay Packers | 6                                                 | 7                                                 | 1                                                 | .462                                              | 281                                               | 227                                               | V-1                                               |
| Detroit Lions | 4                                                 | 8                                                 | 2                                                 | .333                                              | 207                                               | 241                                               | P-1                                               |
| Legenda: V = Vittorie, P = Sconfitte, N = Pareggi, PCT= Percentuale di vittoria, PR= Punti realizzati, PS = Punti Subiti |                                                   |                                                   |                                                   |                                                   |                                                   |                                                   |                                                   |

### Postseason

#### Playoff
| Settimana          | Data             | Avversario        | Risultato | Stadio            | Spettatori |
| ------------------ | ---------------- | ----------------- | --------- | ----------------- | ---------- |
| Western Conference | 22 dicembre 1968 | @ Baltimore Colts | P 24-14   | Memorial Stadium  | 60.238     |
| Playoff Bowl       | 5 gennaio 1969   | Dallas Cowboys    | P 17-13   | Miami Orange Bowl | 22.961     |